# 八角楼 (江西省)

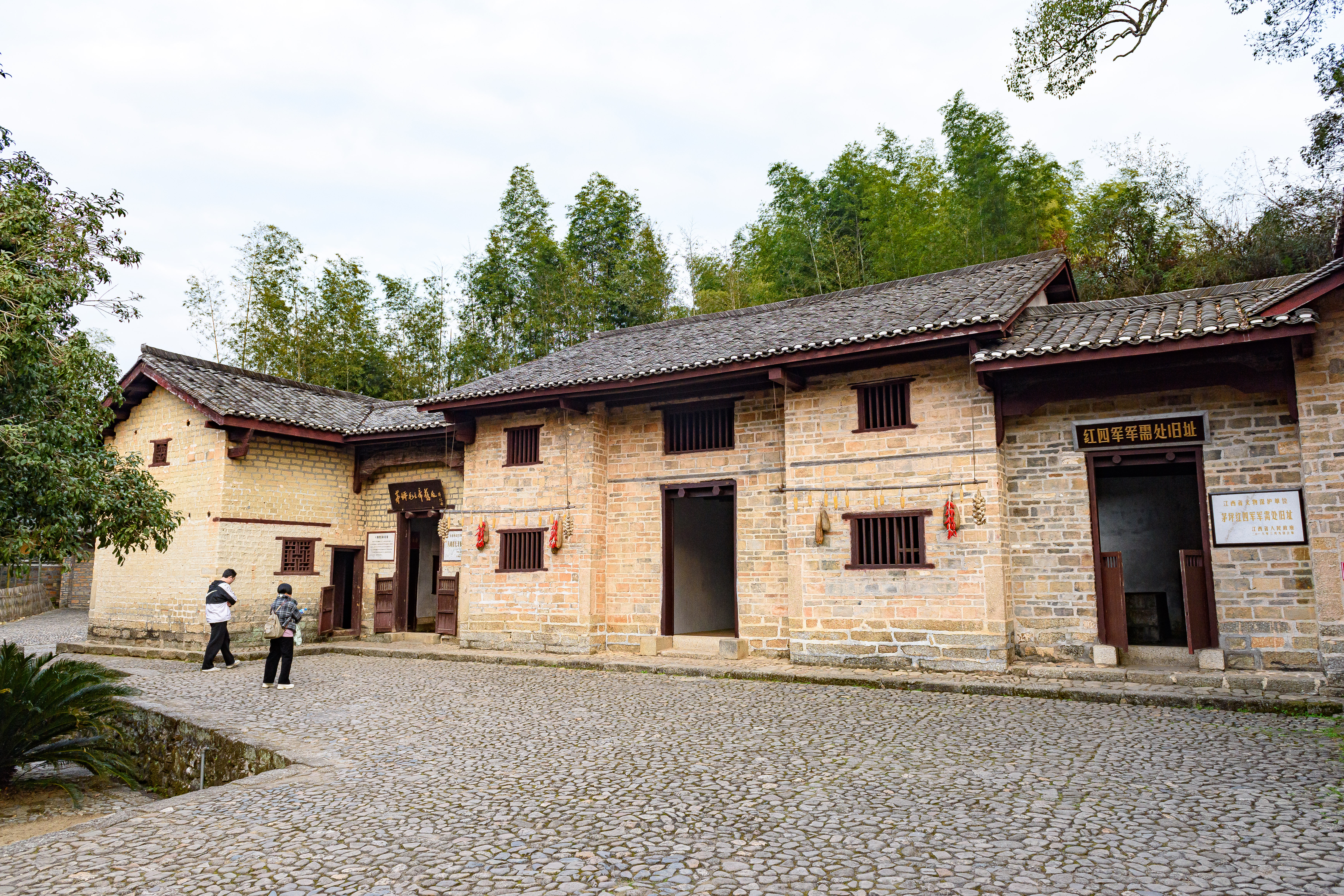
图片左侧为八角楼

八角樓是位於中華人民共和國江西省井岡山市茅坪鎮茅坪村的一個建築，面積143.69平方米，20世纪20年代后期曾为当地中医谢池香的住宅。1927年10月至1929年1月，毛澤東在此居住和辦公，並寫下《中國的紅色政權為什麼能夠存在》、《井岡山的斗爭》等著作。